# Straight (Film)
Straight ist ein Film von Nicolas Flessa aus dem Jahr 2008.

## Handlung
Die junge Deutschpolin Jana tut alles, um vor sich und ihren Eltern als straight zu gelten. Ihr gut aussehender, bürgerlicher Freund David und ihre angebliche Stellung bei einer Zeitung helfen ihr nicht nur die eigenen inneren Widersprüche, sondern auch ihre wahre berufliche Tätigkeit zu verdecken: Sozialarbeiterin im wenig Prestigeverdächtigen Berliner Stadtteil Neukölln. Wäre da nicht der junge Deutschtürke Nazim, der ebenfalls alles dafür tut, um vor sich und seinen Leuten als straight zu gelten. Nacht für Nacht zieht er mit seinen Jungs um die Häuser, reißt Frauen wie Jana auf und dealt zum Nebenerwerb mit Drogen auf dem Hermannplatz. Was weder sein bester Kumpel Akin noch seine abwechselnden Gespielinnen ahnen: Seit seiner nächtlichen Begegnung mit einem jungen Deutschen auf der Sonnenallee fällt es ihm zunehmend schwerer, die stützenden Fassaden aufrechtzuerhalten. Und so nimmt eine für die Selbstdarstellung aller Beteiligten gefährliche Dreiecksgeschichte ihren Lauf – denn Nazims neuer Geliebter ist niemand anderes als Janas Freund David.

## Kritiken
- „Besonders sehenswert …“ (Zitty Berlin)
- „Regisseur Nicolas Flessa überzeugt mit scharfer Beobachtungsgabe und authentischer Atmosphäre …“ (Verzaubert Festival)
- „Uzun's breakthrough role.“ (Most Beautiful Man)
- „Full of verve and totally juiced, … this edgy German drama literally pulses with sexual energy.“ (Scott Cranin)